# David Norwood
David Norwood est un joueur d'échecs anglais né le 3 octobre 1968 à Farnworth. Grand maître international depuis 1989, il finit deuxième du championnat de Grande-Bretagne d'échecs en 1989. Il est affilié à la fédération d'Andorre depuis 2011. 
Au 1er avril 2017, il est le premier joueur d'Andorre avec un classement Elo de 2 505 points.

## Ouvrages
David Norwood est l'auteur de livres sur les échecs.
- Developments in the Modern Benoni, 1983 - 1986 : 100 Selected Games, 1986
- Trends in the Modern Benoni, 1989-1993
- The Usborne Guide to Advanced Chess, 1991
- Trends in the King's Indian Attack, 1991
- The Usborne Book of Chess Puzzles, 1992
- Winning with the Modern, Batsford, 1994
- The Modern Benoni, Cadogan, 1994
- Daily Telegraph Chess Puzzles, Henry Holt and Company, 1995
- Chess Puzzles, Batsford, 1995
- Daily Telegraph Guide to Chess, 1995
- Vishy Anand: Chess Super-talent, Batsford, 1995
- (avec Steve Davis) : Grandmaster Meets Chess Amateur, Batsford, 1995